# Tetrastichus thekmenevae
Tetrastichus thekmenevae är en stekelart som beskrevs av Kostjukov 1986. Tetrastichus thekmenevae ingår i släktet Tetrastichus och familjen finglanssteklar.
Artens utbredningsområde är Kazakstan. Inga underarter finns listade i Catalogue of Life.